# الأسد والزهرة
الأسد والزهرة (بالإنجليزية: The Lion and the Rose)‏ هي الحلقة الثانية من الموسم الرابع من المسلسل الفانتازي صراع العروش، والمُقتبس من سلسلة روايات أغنية الجليد والنار للمؤلف جورج ر. ر. مارتن، وهي الحلقة رقم 32 من المسلسل ككل. عُرضت الحلقة لأول مرة في 13 أبريل 2014، على شبكة إتش بي أو المُنتجة للمسلسل، وكانت من كتابة جورج ر. ر. مارتن، ومن إخراج أليكس غريفز.

## ملخص الحلقة
يعودُ (روز بولتون) إلى «دريدفورت» للقاءِ ابنه الغير شرعي (رامزي سنو) ويرى كيفَ حوّل (ثيون غريجوي) بشكلٍ كامِل إلى (ريك)، هَدفَه التالي هوَ العثور على (بران) و (ريكون) آخر فردَين من آل (ستارك) -باعتقاده- وقتلهم حتّى يُصبِح أباه حاكِماً شرعيّاً للشمال. (بران) ورِفاقه ما زالوا يُسافِرون شمالاً ما بعدَ الجِدار للعثور على الغراب ذي الثلاث عيون. الملك (ستانِس) وساحرته (ميليساندري) يُقيمان حفلاً لشواء الكافرين الذي يتم فيه حرق أي شخص يؤمن بأي إله غير إله النور. في العاصِمة «كينغز لاندينغ» الحَدَث الأبرز في هذه الحلقة، حيثُ يُقام حَفل زفاف (جوفري براثيون) و (مارغري تيريل)، ويتم تقديم الهدايا للعروسين، وقد قدّم (تاريون) لـ (جوفري) كتاباً عن الملوك وتاريخ ويستيروس بينما قدّم (تايوين) له السيف الفاليريّ الثاني الذي يجربه (جوفري) على الفور لتقطيع الكتاب سالف الذكر. كما يعلن (جوفري) عن عرض ترفيهيّ يقوم فيه 5 أقزام بإعادة تمثيل أحداث الحرب بطريقة مهينة أثارت استنكار كل الحضور؛ ويُحاول كذلك ذلّ خالِه (تيريون) وجعله ساقي الخَمر، يتم تشتيت هذا النزاع بدخول فطيرة حمام كبيرة، يستغل (جوفري) هذه اللحظة لاستخدام سيفه الجديد مرة أخرى لقطع الفطيرة، يحاول كل من (تيريون) و (سانسا) استغلال انشغال (جوفري) للهروب الأمر الذي يلاحظه (جوفري) فوراً؛ لكن فجأة، (جوفري) يختنق ويموت.!

## الإنتاج
سيناريو الحلقة كان من كتابة جورج ر. ر. مارتن، وأُختير أليكس غريفز لإخراجها. كان أنيت هيلميك مديرًا لتصوير الحلقة، وكيتي وايلاند محررًا لها، أما موسيقى الحلقة التصويرية فكانت من تلحين رامين جوادي.

## نسب المشاهدة
| الموسم | الموسم | رقم الحلقة | رقم الحلقة | رقم الحلقة | رقم الحلقة | رقم الحلقة | رقم الحلقة | رقم الحلقة | رقم الحلقة | رقم الحلقة | رقم الحلقة | المتوسط |
| الموسم | الموسم | 1          | 2          | 3          | 4          | 5          | 6          | 7          | 8          | 9          | 10         | المتوسط |
| ------ | ------ | ---------- | ---------- | ---------- | ---------- | ---------- | ---------- | ---------- | ---------- | ---------- | ---------- | ------- |
|        | 1      | 2.22       | 2.20       | 2.44       | 2.45       | 2.58       | 2.44       | 2.40       | 2.72       | 2.66       | 3.04       | 2.52    |
|        | 2      | 3.86       | 3.76       | 3.77       | 3.65       | 3.90       | 3.88       | 3.69       | 3.86       | 3.38       | 4.20       | 3.80    |
|        | 3      | 4.37       | 4.27       | 4.72       | 4.87       | 5.35       | 5.50       | 4.84       | 5.13       | 5.22       | 5.39       | 4.97    |
|        | 4      | 6.64       | 6.31       | 6.59       | 6.95       | 7.16       | 6.40       | 7.20       | 7.17       | 6.95       | 7.09       | 6.84    |
|        | 5      | 8.00       | 6.81       | 6.71       | 6.82       | 6.56       | 6.24       | 5.40       | 7.01       | 7.14       | 8.11       | 6.88    |
|        | 6      | 7.94       | 7.29       | 7.28       | 7.82       | 7.89       | 6.71       | 7.80       | 7.60       | 7.66       | 8.89       | 7.69    |
|        | 7      | 10.11      | 9.27       | 9.25       | 10.17      | 10.72      | 10.24      | 12.07      | غ/م        | غ/م        | غ/م        | 10.26   |
|        | 8      | 11.76      | 10.29      | 12.02      | 11.80      | 12.48      | 13.61      | غ/م        | غ/م        | غ/م        | غ/م        | 11.99   |

## وصلات خارجية
- الأسد والزهرة على موقع IMDb (الإنجليزية)
- الأسد والزهرة على موقع ميتاكريتيك (الإنجليزية)
- الأسد والزهرة على موقع روتن توميتوز (الإنجليزية)
- الأسد والزهرة على موقع أول موفي (الإنجليزية)